# Asuntos sociocientíficos
Los asuntos sociocientíficos (ASC) son "cuestiones socialmente vivas" con base en ciencias, que generan conflicto y opiniones divididas en la sociedad, al relacionarse con  temas éticos, sociales, políticos y ambientales. Son problemas de estructura abierta, con soluciones múltiples, complejos y controvertidos por la falta de consenso científico.
Los ASC son utilizados en la enseñanza de las ciencias para promover la alfabetización científica, la cual enfatiza la capacidad de aplicar razonamiento científico y moral a situaciones del mundo real.  Algunos ejemplos de ASC incluyen temas como ingeniería genética, cambio climático, experimentación en animales para propósitos médicos, perforación de hidrocarburos en parques nacionales, e impuestos en comidas no saludables, entre muchos otros.  Investigaciones han mostrado  que los ASC son eficaces para incrementar el entendimiento de los estudiantes sobre ciencia en diferentes contextos, las habilidades de argumentación, empatía, y el razonamiento moral.

## Objetivos de los ASC
Como objetivo general de los ASC se encuentra la alfabetización científica funcional", cultural y real, considerando diversos aspectos de la enseñanza en ciencias que promueven:
- Cultivar ciudadanos científicamente cultos, capaces de aplicar contenido científico basado en evidencia en escenarios sociocientíficos del mundo real.
- Adoptar una consciencia social colectiva, por la cual el alumnado puede reflexionar de manera constante y consistente sobre su formación y las implicaciones de su propio razonamiento.
- Fomenta el uso de las habilidades de argumentación y negociación reflexiva, esenciales para la formación del pensamiento y razonamiento, que reflejan los tipos de discurso utilizados en las deliberaciones científicas reales.
- Promover habilidades de pensamiento crítico, como análisis, inferencia, explicación e interpretación.[4][5]

## Contexto histórico de los ASC

### Alfabetización científica - Visión I y II
La alfabetización científica ha sido definida por dos visiones que compiten entre sí. Una primera visión se basa en el contenido y se caracteriza por presentar al conocimiento científico descontextualizado. La segunda aproximación se basa en el contexto, y su acercamiento centrado en el alumno busca preparar a los estudiantes para una participación social responsable.  Esta segunda aproximación que brinda una oportunidad de un aprendizaje en ciencias contextualizado y promueven un desarrollo moral.

### ASC y Ciencia, Tecnología, y Sociedad (CTS)
Los ASC están conceptualmente relacionados con la corriente Ciencia, Tecnología, y Sociedad (CTS) en educación. Si bien algunos autores consideran que el énfasis del estudio de ASC en el desarrollo de carácter y virtud lo distinguen de los estudios CST, ambas aproximaciones conectan la ciencia a asuntos sociales. Los ASC son considerados, desde el enfoque CTS, como una herramienta para llevar el debate sociocientífico a las aulas, mejorando los procesos de enseñanza-aprendizaje y trabajando en alfabetización científica, responsabilidad social, toma de decisiones y educación para la democracia.

## ASC como herramienta didáctica
Los profesores utilizan los ASC para fomentar la comprensión de los contenidos científicos en la cotidianidad.  Por ejemplo, en un estudio de ecología, una clase de básica podría considerar si los pesticidas son beneficiosos o por el contrario, si dañan nuestro ecosistema. Este tipo de análisis requeriría que el alumnado investigue las interacciones entre organismos en redes tróficas y cadenas alimentarias, así como los impactos en humanos de los pesticidas. El alumnado podría  realizar decisiones basadas en evidencia discutirlas a través de varias propuestas, incluidas discusiones de clase entera, debates, tableros de discusión en línea, etc... De modo parecido, los grados más avanzados podrían considerar asuntos como si la ingeniería genética debería utilizarse para tratar las enfermedades genéticas. Este tipo de análisis requeriría un estudio extenso de genética y técnicas de ingeniería genética modernas, así como de asuntos éticos implicados en las libertades personales o prohibiciones religiosas. 
Se sugiere que, a través de discursos basados en evidencia, el alumnado aprende a tomar decisiones informadas y entender puntos de vista diferentes a los propios. Un aspecto esencial de la implementación de los ASC es que el profesor no está promoviendo ninguna creencia particular; por el contrario, la función del profesor es promover el pensamiento crítico basado en evidencia y la argumentación.
Además de utilizarse como contexto para enseñar ciencias y desarrollar competencias científicas, varios autores reconocen el potencial de los ASC para el trabajo sobre la naturaleza de las ciencias, ya que se sitúan en un momento de actividad científica de vanguardia. Los ASC, al no presentar la aparente neutralidad y objetividad de las teorías ya formuladas, pueden promover una comprensión mas compleja y profunda de la actividad científica presentando una combinación entre "ciencia terminada" y "ciencia en construcción". Así mismo, permiten indagar sobre las ideas previas de los alumnos con respecto a la naturaleza de las ciencias.
Por otro lado, investigaciones sugieren que los ASC crean disonancia cognitiva al obligar al alumnado a considerar afirmaciones que puede ser ajenas a sus propias creencias y valores. Una disonancia de esta naturaleza podría promover el razonamiento moral ya que empodera al alumnado para considerar cómo las decisiones basadas en asuntos ciencia pueden reflejar, no solo el mundo físico y social que los rodea, sino también los valores por los que se rigen sus vidas.

## Investigaciones que apoyan a los ASC
La educación por medio de ASC ha sido empíricamente investigada y ha dado resultados positivos en diversos aspectos: promover cambios del desarrollo en juicio reflexivo; mover al alumnado a visiones más informadas sobre la naturaleza de la ciencia; incrementar la sensibilidad moral y la empatía; incrementar la comprensión conceptual del contenido científico; incrementar la habilidad del estudiantado de transferir conceptos y construir ideas; revelar y reconstruir concepciones alternativas de ciencia; facilitar el razonamiento moral mejorar las habilidades de argumentación; entender justicia ecológica y concienciación medioambiental; y comprometer al alumnado en el interés en la investigación de la ciencia.
Más recientemente, el estudio de ASC se han enfocado en comparaciones transculturales mediante colaboración internacional. Se ha hipotetizado que estados más avanzados de razonamiento epistemológico permite a los individuos aplicar razonamiento sociocientífico (RSC), que implica la habilidad de utilizar los conceptos y capacidades adquiridas durante una negociación. Estos incluyen escepticismo, complejidad, cuestionamiento y perspectivas múltiples.